# Диденко, Борис Дмитриевич
Борис Дмитриевич Диденко (1876 — ?)  —  рабочий, депутат Государственной думы I созыва от Харьковской губернии.

## Биография
Родом из крестьян слободы Ивановка Харьковского уезда. Окончил народное училище. С 1891 года был учеником в котельном и слесарном отделениях механического завода Блинова, позднее работал в мастерских Блауменфельда и Эйнгорна. Машинист Сахаро-рафинадного завода Харьковского товарищества. Избран от рабочих в Комиссию по разрешению конфликтов между рабочими и хозяевами. Поставил свою подпись под обращением 14 рабочих ко всем рабочим России. В 1905 году член Комиссии сенатора Н. В. Шидловского.
27 марта 1906 избран в Государственную думу I созыва от общего состава выборщиков Харьковского губернского избирательного собрания. Входил в Социал-демократическую фракцию. Подписал законопроект «О гражданском равенстве» и проект «33-х» по аграрному вопросу.
При выборах в III Государственную думу был избран одним из трёх выборщиков от рабочей курии. Но депутатом в итоге избран был В. Е. Шурканов.
Баллотировался в 4-ю Думу, был отсеян на первом этапе выборов, получив 18 голосов выборщиков, значительно меньше, чем другие (депутатом от рабочей курии по Харькову стал М. К. Муранов).
Дальнейшая судьба и дата смерти неизвестны.